# Nadiem Amiri
Nadiem Amiri (Ludwigshafen am Rhein, 27 ottobre 1996) è un calciatore tedesco di origini afgane, centrocampista del Magonza e della nazionale tedesca.

## Biografia
Nato in Germania, i suoi genitori sono di origini afghane.

## Caratteristiche tecniche
È un centrocampista che può giocare da mezzala e da trequartista (in quest'ultimo ruolo si trova più a suo agio). Dotato di buona tecnica, è abile in dribbling e negli inserimenti in fase offensiva. Dotato anche di un buon occhio per l’assist e per il gioco senza palla. Forte fisicamente, se serve ripiega pure per aiutare i compagni in fase difensiva.

## Carriera

### Club

#### Hoffenheim
Comincia a giocare da professionista nell'Hoffenheim, con cui debutta il 7 febbraio 2015 nella sconfitta per 3-0 in casa del Wolfsburg. Nella stagione 2016-2017, con trentatré presenze su trentaquattro giornate di Bundesliga, aiuta il club di Sinsheim a raggiungere la qualificazione ai play-off di Champions League con il quarto posto finale in classifica, segnando due reti nel corso del campionato.

#### Bayer Leverkusen
Il 30 luglio 2019 diventa un nuovo giocatore del Bayer Leverkusen per 11 milioni di euro. Il giocatore firma un contratto quinquennale valido fino al 30 giugno 2024.

#### Genoa
Il 29 gennaio 2022 viene ceduto al Genoa in prestito con obbligo di riscatto condizionato e fissato a 9 milioni di euro. Esordisce con i rossoblù il 5 febbraio seguente in occasione della trasferta pareggiata in casa della Roma.

### Nazionale
Amiri ha fatto parte delle nazionali giovanili tedesche Under-18, Under-19 e Under-20. Viene convocato dal commissario tecnico della nazionale Under-21 Stefan Kuntz, per disputare i vittoriosi Europei Under-21 del 2017 giocati in Polonia. Debutta nella competizione il 21 giugno subentrando al 65' minuto di gioco a Max Arnold nella partita vinta per 3-0 contro la Danimarca, dove segna il terzo gol della sua squadra al 79'. Fa il suo debutto con la maglia della nazionale maggiore nell'ottobre del 2019 (alla prima occasione utile) nell'amichevole pareggiata per 2-2 contro l'Argentina.

## Statistiche

### Presenze e reti nei club
Statistiche aggiornate al 30 novembre 2023.
| Stagione                | Squadra                 | Campionato              | Campionato | Campionato | Coppe nazionali | Coppe nazionali | Coppe nazionali | Coppe continentali | Coppe continentali | Coppe continentali | Altre coppe | Altre coppe | Altre coppe | Totale | Totale |
| Stagione                | Squadra                 | Comp                    | Pres       | Reti       | Comp            | Pres            | Reti            | Comp               | Pres               | Reti               | Comp        | Pres        | Reti        | Pres   | Reti   |
| ----------------------- | ----------------------- | ----------------------- | ---------- | ---------- | --------------- | --------------- | --------------- | ------------------ | ------------------ | ------------------ | ----------- | ----------- | ----------- | ------ | ------ |
| 2012-2013               | Hoffenheim II           | SD                      | 26         | 2          | -               | -               | -               | -                  | -                  | -                  | -           | -           | -           | 26     | 2      |
| 2013-2014               | Hoffenheim II           | RE                      | 23         | 5          | -               | -               | -               | -                  | -                  | -                  | -           | -           | -           | 23     | 5      |
| 2014-2015               | Hoffenheim II           | RE                      | 13         | 2          | -               | -               | -               | -                  | -                  | -                  | -           | -           | -           | 13     | 2      |
| 2015-2016               | Hoffenheim II           | RE                      | 7          | 2          | -               | -               | -               | -                  | -                  | -                  | -           | -           | -           | 7      | 2      |
| 2016-2017               | Hoffenheim II           | RE                      | 1          | 0          | -               | -               | -               | -                  | -                  | -                  | -           | -           | -           | 1      | 0      |
| 2018-2019               | Hoffenheim II           | RE                      | 1          | 0          | -               | -               | -               | -                  | -                  | -                  | -           | -           | -           | 1      | 0      |
| Totale Hoffenheim II    | Totale Hoffenheim II    | Totale Hoffenheim II    | 71         | 11         |                 | -               | -               |                    | -                  | -                  |             | -           | -           | 71     | 11     |
| 2014-2015               | Hoffenheim              | BL                      | 8          | 3          | CG              | 1               | 0               |                    | -                  | -                  | -           | -           | -           | 9      | 0      |
| 2015-2016               | Hoffenheim              | BL                      | 25         | 4          | CG              | 0               | 0               |                    | -                  | -                  | -           | -           | -           | 25     | 4      |
| 2016-2017               | Hoffenheim              | BL                      | 33         | 2          | CG              | 1               | 0               |                    | -                  | -                  | -           | -           | -           | 34     | 2      |
| 2017-2018               | Hoffenheim              | BL                      | 28         | 2          | CG              | 1               | 0               | UCL+UEL            | 1+3                | 0+1                |             | -           | -           | 33     | 4      |
| 2018-2019               | Hoffenheim              | BL                      | 13         | 3          | CG              | 0               | 0               | UCL                | 1                  | 0                  |             | -           | -           | 14     | 3      |
| Totale Hoffenheim       | Totale Hoffenheim       | Totale Hoffenheim       | 107        | 14         |                 | 3               | 0               |                    | 5                  | 1                  |             | -           | -           | 115    | 15     |
| 2019-2020               | Bayer Leverkusen        | BL                      | 30         | 1          | CG              | 5               | 0               | UCL+UEL            | 4+3                | 0                  |             | -           | -           | 42     | 1      |
| 2020-2021               | Bayer Leverkusen        | PL                      | 29         | 2          | CG              | 2               | 2               | UEL                | 8                  | 1                  |             | -           | -           | 39     | 5      |
| 2021-gen.2022           | Bayer Leverkusen        | PL                      | 13         | 1          | CG              | 2               | 0               | UEL                | 5                  | 1                  |             | -           | -           | 20     | 2      |
| gen.-giu.2022           | Genoa                   | A                       | 13         | 0          | CI              | 0               | 0               |                    | -                  | -                  |             | -           | -           | 13     | 2      |
| 2022-2023               | Bayer Leverkusen        | BL                      | 25         | 4          | CG              | 0               | 0               | UCL+UEL            | 5+6                | 0                  |             | -           | -           | 36     | 4      |
| 2023-gen.2024           | Bayer Leverkusen        | BL                      | 8          | 0          | CG              | 1               | 0               | UEL                | 0                  | 0                  |             | -           | -           | 9      | 0      |
| Totale Bayer Leverkusen | Totale Bayer Leverkusen | Totale Bayer Leverkusen | 105        | 8          |                 | 10              | 2               |                    | 31                 | 2                  |             | -           | -           | 146    | 12     |
| gen.-giu. 2024          | Magonza                 | BL                      | 3          | 0          | CG              | 0               | 0               | -                  | -                  | -                  | -           | -           | -           | 3      | 0      |
| Totale carriera         | Totale carriera         | Totale carriera         | 299        | 33         |                 | 13              | 2               |                    | 36                 | 3                  |             | -           | -           | 348    | 38     |

### Cronologia presenze e reti in nazionale
| Cronologia completa delle presenze e delle reti in nazionale ― Germania | Cronologia completa delle presenze e delle reti in nazionale ― Germania | Cronologia completa delle presenze e delle reti in nazionale ― Germania | Cronologia completa delle presenze e delle reti in nazionale ― Germania | Cronologia completa delle presenze e delle reti in nazionale ― Germania | Cronologia completa delle presenze e delle reti in nazionale ― Germania | Cronologia completa delle presenze e delle reti in nazionale ― Germania | Cronologia completa delle presenze e delle reti in nazionale ― Germania |
| Data                                                                    | Città                                                                   | In casa                                                                 | Risultato                                                               | Ospiti                                                                  | Competizione                                                            | Reti                                                                    | Note                                                                    |
| ----------------------------------------------------------------------- | ----------------------------------------------------------------------- | ----------------------------------------------------------------------- | ----------------------------------------------------------------------- | ----------------------------------------------------------------------- | ----------------------------------------------------------------------- | ----------------------------------------------------------------------- | ----------------------------------------------------------------------- |
| 9-10-2019                                                               | Dortmund                                                                | Germania                                                                | 2 – 2                                                                   | Argentina                                                               | Amichevole                                                              | -                                                                       | 66’                                                                     |
| 13-10-2019                                                              | Tallinn                                                                 | Estonia                                                                 | 0 – 3                                                                   | Germania                                                                | Qual. Euro 2020                                                         | -                                                                       | 86’                                                                     |
| 19-11-2019                                                              | Francoforte sul Meno                                                    | Germania                                                                | 6 – 1                                                                   | Irlanda del Nord                                                        | Qual. Euro 2020                                                         | -                                                                       | 80’                                                                     |
| 7-10-2020                                                               | Colonia                                                                 | Germania                                                                | 3 – 3                                                                   | Turchia                                                                 | Amichevole                                                              | -                                                                       | 90’                                                                     |
| 11-11-2020                                                              | Berlino                                                                 | Germania                                                                | 1 – 0                                                                   | Rep. Ceca                                                               | Amichevole                                                              | -                                                                       | 20’                                                                     |
| 20-3-2025                                                               | Milano                                                                  | Italia                                                                  | 1 – 2                                                                   | Germania                                                                | UEFA Nations League 2024-2025 - Quarti di finale                        | -                                                                       | 55’ 66’                                                                 |
| 23-3-2025                                                               | Dortmund                                                                | Germania                                                                | 3 – 3                                                                   | Italia                                                                  | UEFA Nations League 2024-2025 - Quarti di finale                        | -                                                                       | 63’                                                                     |
| Totale                                                                  |                                                                         | Presenze                                                                | 7                                                                       |                                                                         | Reti                                                                    | 0                                                                       |                                                                         |

## Palmarès

### Nazionale
- Campionato d'Europa Under-21: 1

Polonia 2017